# Alexander Eberth
Alexander Eberth (* 22. Oktober 1944 in Lindau (Bodensee)) ist ein deutscher Jurist und Anwalt, der von 1992 bis 1999 Mitglied im Bayerischen Senat war.

## Leben
Nachdem er das humanistische Gymnasium in Lindau mit dem Abitur verlassen hatte, studierte er Jura an der Universität München und der Freien Universität Berlin und legte beide Staatsprüfungen ab. 1972 begann er als Rechtsanwalt in München. Im Jahr zuvor war er Mitbegründer der Elterninitiative gegen Drogenmissbrauch, deren Geschäftsführer und zweiter Vorsitzender er auch war. 1976 wurde er erster Vorsitzender des Vereins, der nunmehr Con-Drobs hieß. Beim Paritätischen Wohlfahrtsverband wurde er 1973 in den Vorstand des Landesverbandes Bayern gewählt, von 1990 bis 1999 war er Vorsitzender des Vorstands. Eberth war Verteidiger im Fall Mehmet.

## Ehrungen
- 2013: Verdienstkreuz am Bande der Bundesrepublik Deutschland

## Veröffentlichungen
- Betäubungsmittelrecht. Kommentar und Anleitung für die Praxis, mit E. Müller, München 1982
- Verteidigung in Betäubungsmittelsachen, mit E. Müller, Heidelberg 1985
- Drogenrecht. Zusammenstellung wichtiger Gesetze und Entscheidungen in Auszügen. Ein Ratgeber für die Praxis der Berater, Therapeuten und anderer Helfer in der Drogenarbeit, Geesthacht 1996